# Stazione meteorologica di Genova Università
La stazione meteorologica di Genova Università è la stazione meteorologica di riferimento per la città di Genova.

## Storia
L'osservatorio meteorologico dell'Università di Genova entrò in funzione nel 1832 e, dall'anno successivo, ha iniziato ad effettuare osservazioni e registrazioni di dati senza soluzioni di continuità nel corso del tempo.
Nel 1993 è stata installata una moderna stazione automatica nella stessa ubicazione di quella tradizionale di tipo meccanico.

## Coordinate geografiche
La stazione meteo si trova nell'Italia nord-occidentale, in Liguria, nel comune di Genova, a 58,3 metri s.l.m. e alle coordinate geografiche 44°24′55.04″N 8°55′36.53″E.

## Dati climatologici 1961-1990
In base alla media trentennale di riferimento 1961-1990, la temperatura media del mese più freddo, gennaio, si attesta a +8,0 °C; quella del mese più caldo, luglio, è di +23,8 °C.
L'escursione termica è mediamente molto contenuta, attorno ai 6 gradi di differenza tra temperatura minima e massima; tende ad essere maggiore, soprattutto in primavera ed estate, in caso di vento di tramontana o grecale, che fa aumentare i valori massimi giornalieri.
Le precipitazioni medie annue, abbondanti, sono di 1.174 mm e distribuite mediamente in 80 giorni (eventi generalmente di moderata o forte intensità), con minimo relativo in estate e picco molto accentuato in autunno e massimi secondari in inverno e primavera.
L'eliofania assoluta media annua si attesta a 5,9 ore medie giornaliere, con picco massimo di 9,4 ore medie giornaliere a luglio e minimo di 3,4 ore medie giornaliere a gennaio.
I venti presentano direzioni prevalenti di grecale nei periodi tra gennaio e marzo e tra ottobre e dicembre e di libeccio tra aprile e settembre; la velocità media massima di 2,7 m/s si registra a novembre, dicembre e gennaio, mentre la velocità media minima di 2,4 m/s si verifica nel periodo compreso tra giugno e ottobre.
| Genova Università (1961-1990)      | Mesi   | Mesi   | Mesi   | Mesi   | Mesi   | Mesi   | Mesi   | Mesi   | Mesi   | Mesi   | Mesi   | Mesi   | Stagioni | Stagioni | Stagioni | Stagioni | Anno  |
| Genova Università (1961-1990)      | Gen    | Feb    | Mar    | Apr    | Mag    | Giu    | Lug    | Ago    | Set    | Ott    | Nov    | Dic    | Inv      | Pri      | Est      | Aut      | Anno  |
| ---------------------------------- | ------ | ------ | ------ | ------ | ------ | ------ | ------ | ------ | ------ | ------ | ------ | ------ | -------- | -------- | -------- | -------- | ----- |
| T. max. media (°C)                 | 10,7   | 11,6   | 13,9   | 17,0   | 20,5   | 23,9   | 26,9   | 26,8   | 24,4   | 20,1   | 15,1   | 12,1   | 11,5     | 17,1     | 25,9     | 19,9     | 18,6  |
| T. min. media (°C)                 | 5,3    | 6,0    | 8,0    | 11,1   | 14,4   | 17,9   | 20,7   | 20,5   | 18,1   | 14,1   | 10,0   | 6,9    | 6,1      | 11,2     | 19,7     | 14,1     | 12,8  |
| Precipitazioni (mm)                | 143    | 155    | 86     | 100    | 73     | 62     | 31     | 69     | 104    | 101    | 157    | 93     | 391      | 259      | 162      | 362      | 1 174 |
| Giorni di pioggia                  | 9      | 8      | 7      | 8      | 7      | 6      | 3      | 5      | 7      | 5      | 9      | 6      | 23       | 22       | 14       | 21       | 80    |
| Eliofania assoluta (ore al giorno) | 3,4    | 4,0    | 5,4    | 5,8    | 7,0    | 7,9    | 9,4    | 8,2    | 7,0    | 5,9    | 3,7    | 3,6    | 3,7      | 6,1      | 8,5      | 5,5      | 5,9   |
| Vento (direzione-m/s)              | NE 2,7 | NE 2,6 | NE 2,5 | SW 2,6 | SW 2,5 | SW 2,4 | SW 2,4 | SW 2,4 | SW 2,4 | NE 2,4 | NE 2,7 | NE 2,7 | 2,7      | 2,5      | 2,4      | 2,5      | 2,5   |

## Temperature estreme mensili dal 1833 ad oggi
Nella tabella sottostante sono riportate le temperature massime e minime assolute mensili, stagionali ed annuali dal 1833 ad oggi, con il relativo anno in cui queste sono state registrate.
La temperatura massima assoluta del periodo esaminato di +37,3 °C risale al 7 agosto 2015, mentre la temperatura minima assoluta di -8,0 °C è del febbraio 1929.
| Genova Università (1833-2023) | Mesi        | Mesi              | Mesi              | Mesi        | Mesi             | Mesi        | Mesi              | Mesi        | Mesi        | Mesi        | Mesi              | Mesi              | Stagioni | Stagioni | Stagioni | Stagioni | Anno |
| Genova Università (1833-2023) | Gen         | Feb               | Mar               | Apr         | Mag              | Giu         | Lug               | Ago         | Set         | Ott         | Nov               | Dic               | Inv      | Pri      | Est      | Aut      | Anno |
| ----------------------------- | ----------- | ----------------- | ----------------- | ----------- | ---------------- | ----------- | ----------------- | ----------- | ----------- | ----------- | ----------------- | ----------------- | -------- | -------- | -------- | -------- | ---- |
| T. max. assoluta (°C)         | 21,3 (2000) | 22,0 (1990, 1998) | 24,9 (1948, 2002) | 28,7 (2018) | 32,2 (1953)      | 35,0 (2019) | 37,0 (1952)       | 37,3 (2015) | 37,0 (1949) | 29,2 (1925) | 23,7 (1874, 1923) | 20,4 (1930, 1971) | 22,0     | 32,2     | 37,3     | 37,0     | 37,3 |
| T. min. assoluta (°C)         | −6,8 (1947) | −8,0 (1929)       | −5,3 (1971)       | 3,0 (1954)  | 5,6 (1836, 1892) | 9,4 (1969)  | 12,2 (1938, 1969) | 11,6 (2006) | 9,6 (1972)  | 3,3 (1920)  | −1,0 (1920)       | −4,8 (1870, 1879) | −8,0     | −5,3     | 9,4      | −1,0     | −8,0 |